# Паустовское сельское поселение
Паустовское сельское поселение — муниципальное образование в Вязниковском районе Владимирской области России.
Административный центр — деревня Паустово.

## Географическое положение
Территория муниципального образования расположена в юго-восточной части Вязниковского района Владимирской области.

## История
Паустовский сельсовет образован в 1920-х годах в составе Никологорской волости Вязниковского уезда. С 1929 года сельсовет в составе Вязниковского района.
Паустовское сельское поселение образовано 16 мая 2005 года в соответствии с Закон Владимирской области № 62-ОЗ. В его состав вошли территории бывших сельских округов (до 1998 года — сельских советов): Октябрьского, Паустовского, Пролетарского, Сергиево-Горского.

## Население
| 2010  | 2011  | 2012  | 2013  | 2014  | 2015  | 2016  | 2017  | 2018  |
| ----- | ----- | ----- | ----- | ----- | ----- | ----- | ----- | ----- |
| 5223  | ↘5185 | ↘5096 | ↘4949 | ↘4826 | ↘4732 | ↘4661 | ↘4596 | ↘4494 |
| 2019  | 2020  | 2021  |       |       |       |       |       |       |
| ↘4396 | ↘4353 | ↗4494 |       |       |       |       |       |       |

## Состав сельского поселения
| №  | Населённый пункт | Тип населённого пункта          | Население |
| -- | ---------------- | ------------------------------- | --------- |
| 1  | Ананьино         | деревня                         | ↗11       |
| 2  | Аносово          | деревня                         | →0        |
| 3  | Афанасьево       | деревня                         | ↗69       |
| 4  | Бабухино         | деревня                         | →2        |
| 5  | Бахтолово        | деревня                         | ↗11       |
| 6  | Белая Рамень     | деревня                         | ↗19       |
| 7  | Болымотиха       | деревня                         | ↘74       |
| 8  | Большое Филисово | деревня                         | ↗21       |
| 9  | Бородино         | деревня                         | ↘5        |
| 10 | Воробьёвка       | деревня                         | ↘305      |
| 11 | Глинищи          | деревня                         | ↘29       |
| 12 | Ждановка         | деревня                         | →0        |
| 13 | Жолобово         | деревня                         | →0        |
| 14 | Захаровка        | деревня                         | ↗15       |
| 15 | Злобаево         | деревня                         | ↗59       |
| 16 | Исаево           | деревня                         | ↘3        |
| 17 | Каменево         | деревня                         | ↘6        |
| 18 | Климовская       | деревня                         | ↘61       |
| 19 | Ключево          | деревня                         | ↘2        |
| 20 | Коровино         | деревня                         | →0        |
| 21 | Крутые           | деревня                         | ↗20       |
| 22 | Курбатиха        | деревня                         | ↘17       |
| 23 | Медведево        | деревня                         | ↘81       |
| 24 | Микляево         | деревня                         | ↘1        |
| 25 | Митинская        | деревня                         | ↗15       |
| 26 | Новая Рамень     | деревня                         | ↗4        |
| 27 | Обеднино         | деревня                         | ↘5        |
| 28 | Октябрьская      | деревня                         | ↘744      |
| 29 | Палково          | деревня                         | ↘30       |
| 30 | Паустово         | деревня, административный центр | ↘849      |
| 31 | Пригорево        | деревня                         | ↘9        |
| 32 | Растово          | деревня                         | →1        |
| 33 | Роговская        | деревня                         | ↘63       |
| 34 | Ромашёво         | деревня                         | ↗5        |
| 35 | Рытово           | деревня                         | ↘25       |
| 36 | Сергеево         | деревня                         | ↗542      |
| 37 | Сергиевы-Горки   | село                            | ↘372      |
| 38 | Сосенки          | деревня                         | ↗21       |
| 39 | Стряпково        | деревня                         | ↘2        |
| 40 | Трухачиха        | деревня                         | ↗3        |
| 41 | Успенский Погост | деревня                         | ↘69       |
| 42 | Центральный      | посёлок                         | ↘924      |